# Ismael García
Ismael García da Costa (Montevideo, 24 settembre 2001) è un calciatore uruguaiano, difensore svincolato.

## Carriera
García è cresciuto nel settore giovanile dei Montevideo Wanderers, con cui ha firmato il primo contratto professionistico il 1º aprile 2022. Ha debuttato in prima squadra il 20 maggio seguente nell'incontro di Coppa Sudamericana vinto 2-1 contro il Lanús.

## Statistiche

### Presenze e reti nei club
Statistiche aggiornate al 5 maggio 2024.
| Stagione        | Squadra              | Campionato      | Campionato | Campionato | Coppe nazionali | Coppe nazionali | Coppe nazionali | Coppe continentali | Coppe continentali | Coppe continentali | Altre coppe | Altre coppe | Altre coppe | Totale | Totale | Totale |
| Stagione        | Squadra              | Comp            | Pres       | Reti       | Comp            | Pres            | Reti            | Comp               | Pres               | Reti               | Comp        | Pres        | Reti        | Pres   | Reti   |        |
| --------------- | -------------------- | --------------- | ---------- | ---------- | --------------- | --------------- | --------------- | ------------------ | ------------------ | ------------------ | ----------- | ----------- | ----------- | ------ | ------ | ------ |
| 2022            | Montevideo Wanderers | PD              | 1          | 0          | CU              | 1               | 0               | CS                 | 1                  | 0                  |             | -           | -           | 3      | 0      |        |
| 2023            | Montevideo Wanderers | PD              | 17         | 0          | CU              | 1               | 0               |                    | -                  | -                  |             | -           | -           | 18     | 0      |        |
| 2024            | Montevideo Wanderers | PD              | 2          | 0          | CU              | 0               | 0               | CS                 | 0                  | 0                  |             | -           | -           | 2      | 0      |        |
| Totale carriera | Totale carriera      | Totale carriera | 20         | 0          |                 | 2               | 0               |                    | 1                  | 0                  |             | -           | -           | 23     | 0      |        |